# Fiat Chrysler Automobiles Ireland
Fiat Chrysler Automobiles Ireland ist ein aktuelles irisches Unternehmen. Mit einem Montagewerk für Kraftfahrzeuge war es Teil der Automobilindustrie in Irland.

## Unternehmensgeschichte
Fiat Motors (Ireland) Limited wurde am 30. November 1923 in Dublin gegründet. Es importierte und vertrieb Fahrzeuge von Fiat. Von 1948 bis 1956 montierte W. J. Henderson Fiat-Fahrzeuge für den irischen Markt. 1966 fiel die Entscheidung für ein eigenes Montagewerk. 1968 begann die Montage. 1984 endete die Fahrzeugproduktion.
Umfirmierungen erfolgten am 30. November 1923 in Fiat (Ireland) Limited, am 20. Januar 1925 in Fiat Auto (Ireland) Limited, am 21. Januar 1986 in Fiat Group Automobiles (Ireland) Limited, am 6. Juli 2007 in Fiat Group Automobiles Ireland Limited, am 17. Juli 2007 nach dem Zusammenschluss mit Chrysler in Fiat Chrysler Automobiles Ireland Limited und am 23. März 2015 in Fiat Chrysler Automobiles Ireland Designated Activity Company.

## Fahrzeuge
Gesichert überliefert ist die Montage von Fiat 600, Fiat 850, Fiat 1100, Fiat 124, Fiat 127 und Fiat 128. Es gibt einen Hinweis darauf, dass Basisausführungen im Land montiert wurden und Varianten mit besonderer Ausstattung importiert wurden. Auch der Fiat 132 wurde angeboten.

## Produktionszahlen
Nachstehend die Zulassungszahlen in Irland für Fiat-Fahrzeuge aus den Jahren, in denen Fiat Ireland sie montierte. Die Zulassungszahlen sind nicht identisch mit den Produktionszahlen. Trotzdem sind für die Jahre von 1973 bis 1981 jährlich etwa 10.000 montierte Fahrzeuge überliefert.
| Jahr  | Zulassungszahlen |
| ----- | ---------------- |
| 1968  | 5.059            |
| 1969  | 5.345            |
| 1970  | 4.916            |
| 1971  | 5.672            |
| 1972  | 8.472            |
| 1973  | 9.770            |
| 1974  | 10.520           |
| 1975  | 10.236           |
| 1976  | 12.395           |
| 1977  | 12.715           |
| 1978  | 12.219           |
| 1979  | 10.130           |
| 1980  | 7.905            |
| 1981  | 9.813            |
| 1982  | 6.508            |
| 1983  | 5.190            |
| 1984  | 4.293            |
| Summe | 141.158          |